# Issàievo (Pskov)
|  | Per a altres significats, vegeu «Issàievo». |

Issàievo (en rus: Исаево) és un poble de l'óblast de Pskov, a Rússia, segons el cens del 2010 tenia 9 habitants. Pertany al districte de Krasnogorodsk.